# خديجة صديق
خديجة صديق (1918-1982) أو تشي خديجة محمد صديق شخصيّة وطنيّة وسياسيّة ماليزيّة خلال فترة استعمار ماليزيا وهي القائدة المُنتخبة لحزب كاوم إبو (الترجمة الحرفيّة للاسم تعني «مجموعة الأم» غُيّر الاسم فيما بعد إلى حزب المنظمة الوطنية الماليزية المتحدة (القسم النسائي)) عام 1954. كما كانت شخصيّة رئيسيّة في بدايات المنظمة الوطنية الماليزية المتحدة وناشطة في مجال حقوق المرأة وتعليم الفتيات.

## بدايات حياتها ومسيرتها السياسيّة
وُلدت خديجة في باريامان في سومطرة الغربية في إندونيسيا لعائلة تنتمي للمينانغكابو، المعروف عنها نظام الملكيّة الأموميّ. تلقت خديجة تعليمها في مدرسة هولنديّة في سومطرة قبل أن تنتقل إلى سنغافورة عام 1946 وتزوّجت بعدها بمواطن مالاوي. قُبيل قدومها إلى ملايا كانت خديجة ناشطة في مجموعة بوتيري كيساتريا وهي مجموهة نسائية مناهضة للاستعمار في بوكيتنغي في سومطرة. عام 1953، انضمت خديجة لفرع منظمة المنظمة الوطنية الماليزية المتحدة في جوهر بهرو بعد دعوة لدراسة وضع المرأة الماليزيّة تحت الحكم البريطاني.

مثّل صعود خديجة السياسيّ انعكاساً للتغيرات الاجتماعيّة التي اختبرتها النساء في سنوات ما قبل الحرب تحت الاحتلال اليابانيّ. قامت معظم النساء الناشطات سياسياً آنذاك من بتشجيع تعليم الفتيات والنساء والعمل خارج المنزل والهجرة من الريف إلى الحضر. وقد كانت النساء اللواتي شغلن مناصب في قيادة الحزب كنّ على الأغلب من سكان المدن أو ضواحيها، وكنّ إما متزوجات من نشطاء سياسيّين أو من أفرد من الطبقة الأرستقراطيّة أو على علاقة وثيقة بهم.

## كناشطة في حقوق المرأة
عندما وصلت خديجة إلى ماليزيا في أربعينيات القرن العشرين، كانت تشعر بالانزعاج لما اعتبرته قمعاً شديداً للنساء. وفي زيارتها الثانية إلى سنغافورة عام 1947، كتبت في مذكراتها أنها مصممة على مساعدة النساء غير المتعلمات عبر تعليمهن مهارات التدبير المنزليّ وتنمية وعيهن السياسيّ. انضمن خديجة إلى مجموعة الرعاية الاجتماعيّة النسائيّة المُسمّى تجمُّع النساء الإندونيسيات والمالاويّات للتحريض على تحرير النساء الإندونيسيّات الملاويّات من سكّان سنغافورة. على أي حال، فقد أساء عمل خديجة في التجمُّع للسلطة الاستعماريّة البريطانيّة، وأدَّى هذا لسجنها في ظل فانون الطوارئ بين عامي 1948 و1950، وخلال هذه الفترة أنجبت خديجة بنتاً.

عند إطلاق سراحها من السجن، نُفيت خديجة من سنغافورة، ولكنها بقيت تحت الإقامة الجبريّة في جوهر لعشر سنوات. دعاها الناشط إبو زين إلى الانضمام إلى منظمة الوطنية الماليزية المتحدة بعد تزكية تونكو عبد الرحمن، وخوَّلها كونها زوجة مواطن ماليزيّ للانضمام. أصبحت في أبريل/نيسان 1953 عضوةً في مجلس منظمة الملايو الوطنية المتحدة في ملقا. خلال تواجدها في المجلس، قُوبل اقتراحها بزيادة عدد أعضاء المجلس من النساء بالغضب والاشمئزاز من قبل المندوبين الذكور.

## انضمامها إللى الحزب الماليزي الإسلامي
بعد طردها من منظمة الملايو الوطنيّة المتحدة لتحديها للهيمنة الذكورية على الحزب، انتقلت خديجة إلى الحزب الماليزيّ الإسلاميّ (الحزب الإسلاميّ لعموم ماليزيا) والذي عُرف اختصاراً باس، وأصبحت قائدة القسم النسائي في الحزب ديوان المسلمات. عادت مرَّةً أُخرى إلى منظمة الملايو الوطنيّة المتحدة، ولكنها لم تستمر لتلعب دوراً رئيسياً في الحزب.

## للاستزادة
- Memoir Khatijah Sidek: Puteri Kesatria Bangsa (1995), Penerbit UKM: Bangi (ردمك 978-967942308-2)
- Susan Blackburn and Helen Ting (editors) Women in Southeast Asian Nationalist Movements (2013) NUS Press: Singapore